# Polgár Kristóf
Polgár Kristóf (Komárom, 1996. november 28. –) magyar utánpótlás válogatott labdarúgó, a Kazincbarcika játékosa.

## Pályafutása

### Klubcsapatokban
Komáromban született, majd fiatalon az MTK Budapest igazolta le. A kék-fehérek Sándor Károly Akadémiáján nevelkedett, 2013-ban igazolt a szigetországba az MTK és a Liverpool együttműködésének köszönhetően. Korábban hasonló utat járt be Németh Krisztián, Gulácsi Péter és Adorján Krisztián is. Meggyőző teljesítményt nyújtott a próba-és felkészülési időszak alatt, és az U18-as csapatban debütált a 2013-14-es szezonban, azonban 2013. október 26-án a Southampton U18-as csapata elleni meccsen keresztszalag sérülést szenvedett, és közel nyolc hónapos kihagyás várt rá. A felnőttek között végül nem sikerült bemutatkoznia, és bár a Diósgyőri VTK is érdeklődött utána, 2016. július 6-án a Szombathelyi Haladás szerződtette.
Az NB I-ben július 16-án mutatkozott be, a Ferencváros elleni 1-3 alkalmával. A szombathelyi csapat színeiben két szezon alatt 42 bajnokin lépett pályára a magyar élvonalban és egy gólt szerzett. 2018 nyarán nem hosszabbították meg a lejáró szerződését, majd szeptember 3-án aláírt a Diósgyőri VTK csapatához. A miskolci csapatnak alapembere lett, 2020 márciusában meghosszabbította szerződését a klubbal. 2022 és 2024 nyara közt két szetzonon át a Gyirmót játékosa volt, ezt követően pedig az NB II-ben szereplő Kazincbarcika szerződtette. 2025. május 12-én a bajnokság 28. fordulójában a Budapest Honvéd elleni idegenbeli mérkőzésen győztes gólt fejelt, megszerezve idénybeli 3. találatát.

### A válogatottban
Pályára lépett az U18-as és az U19-es válogatottban is, 2016 augusztusában pedig meghívót kapott az U21-es válogatottba.

## Sikerei, díjai
Kazincbarcika
- NB II ezüstérmes (1) : 2024–25